# الشركة الوطنية الإيرانية لصناعات النحاس
الشركة الوطنية الإيرانية لصناعات النحاس والمختصرة باسم (نيسيكو) (بالفارسية: شرکت ملی صنایع مس ایران) هي شركة إيرانية مطروحة للتداول العام . تقوم هذه الشركة باستخراج 700 ألف طن من النحاس سنويًا.       اعتبارًا من عام 2020، تجاوز إجمالي مبيعات الشركة 220 تريليون ريال إيراني (حوالي 5.2 مليار دولار أمريكي). 

## المالكون
- إيميدرو (%12)

## المقاولون
- شركة إنتاج المعدات الثقيلة (هيبكو) [8]

## مواقع التعدين
- شهر بابك [9] [10]
- منجم سونغون للنحاس [11]